# Euploea fabricii
Euploea fabricii är en fjärilsart som beskrevs av Moore 1883. Euploea fabricii ingår i släktet Euploea och familjen praktfjärilar. Inga underarter finns listade i Catalogue of Life.